# Antonio de Algeciras
Antonio de Algeciras, artiestennaam van Antonio Pecino Sánchez (Algeciras, 1908 - Madrid, 1994) was een Spaanse flamencogitarist, producer en componist.

## Biografie
Algeciras werd geboren in Algeciras, in de Spaanse provincie Cádiz. Hij voorzag aanvankelijk in zijn levensonderhoud als colporteur van stoffen. 's Avonds speelde hij de bandurria tijdens het dansen in de verschillende barrios (wijken) van Algeciras. Later maakte hij enige naam als begeleidend gitarist van cantaores in de diverse tablaos van Málaga en bij samenkomsten van aficionadas elders. Door zijn vriendschap met El Niño de Ricardo kon hij als producer aan het werk. Dat bracht mee dat hij ook als arrangeur / componist van door hem geproduceerde artiesten werkte. Zijn grootste faam kreeg hij als ontdekker van veel bekende flamenco-artiesten, met als kroonjuweel de ontdekking van El Camarón de la Isla. Hij woonde de laatste 32 jaar van zijn leven in Madrid.
Algeciras trouwde met de Portugese immigrante Lucía Gómez, bij wie hij 5 kinderen kreeg. Twee ervan, Antonio en María Luisa zagen door omstandigheiden flamenco nooit als beroep. De andere drie, Ramón Sánchez Gómez (Ramón de Algeciras), José Sánchez Gómez (Pepe de Lucía) en Francisco Sánchez Gómez (Paco de Lucía), werden succesvolle flamenco-artiesten.
Antonio de Algeciras overleed in 1994, 86 jaar oud, in Madrid.